# Cap-Music
Cap-Music (Eigenschreibweise: cap!-music bzw. cap-music) ist ein Musiklabel christlicher Musik in Haiterbach-Beihingen.

## Geschichte
Das Label wurde Anfang der 1990er Jahre von Musikproduzent Andreas Claus in Altensteig-Überberg im Nordschwarzwald gegründet und repräsentiert heute eines der wenigen verbliebenen Independent-Label innerhalb der christlichen Musikszene in Deutschland.
Zu den Künstlern des Labels zählen unter anderem Kinder-Animateur Daniel Kallauch, Liedermacher Klaus-André Eickhoff, Pastor Heiko Bräuning, Schauspielerin Eva-Maria Admiral und Pianist Michael Schlierf. Des Weiteren veröffentlicht es zahlreiche Musikprojekte des Diakonissenmutterhauses Aidlingen, zu denen vor allem Singspiele und Musicals für Kinder gehören.
Zu dem Musiklabel ist heute die Printmedienmarke Cap-Books hinzugekommen. Der Verlag mit angeschlossener Buchhandlung hat seinen Standort inzwischen in Haiterbach-Beihingen. 2013 firmierte „cap!-music“ um in „cap-Verlag Andreas Claus e.K.“

## Diskografie

### MC-Nr. 034(X) / CD-Nr. 033(X)
| Katalognummer | Katalognummer | Katalognummer | Katalognummer | Katalognummer | Titel                                                | Interpreten                          | Jahr | Anmerkungen |
| Präfix        | MC | CD            | Nr. | Erw. | Titel                                                | Interpreten                          | Jahr | Anmerkungen |
| ------------- | --- | ------------- | --- | --- | ---------------------------------------------------- | ------------------------------------ | ---- | --- |
| 03            | 4 | 3             | | | Hurra für Jesus Eins, Zwei, Drei – hier geht es rund | Daniel Kallauch                      | 1992 | Katalognummer dreistellig; Auslieferung über Music House unter Katalognummer CD 998.103                                                   |
| 03            | 4 | 3             | [1] Hits für die Kids • [2] 1, 2, 3 – hier geht es rund • [3] Gott wird Mensch • [4] Jesus ist da • [5] Volltreffer • [6] Danke, dass du mich so liebst • [7] Felsenfest und stark • [8] Wir glauben, was die Bibel sagt • [9] Gott mag Kinder • [10] Sing ein neues Lied mit mir • [11] Hast du schon mal Gott gedankt • [12] Ho-, Ho-, Hosianna • [13] Gott ist spitze • [14] Herz mit Ohren • [15] Jesus, ich brauche Hilfe • [16] Hurra für Jesus | |                                                      | Daniel Kallauch                      | 1992 | Katalognummer dreistellig; Auslieferung über Music House unter Katalognummer CD 998.103                                                   |
|               | |               | | |                                                      |                                      |      | |
| 03            | 4 | 3             | 2 | | Hurra für Jesus 2 Feuerwerk                          | Daniel Kallauch Kinderchor Erzhausen | 1993 | Auslieferung über Music House unter Katalognummer MC 998.004 bzw. CD 998.104                                                              |
| 03            | 4 | 3             | 2 | [1] Einfach spitze • [2] Feuerwerk • [3] Gott ist stärker • [4] Nummer 1 (Nummer Eins) • [5] Wenn Gott mich füllt • [6] Wir schämem uns nicht • [7] Jesus pur • [8] Jetzt ist die Zeit • [9] Mein ganzes Herz • [10] Tempel des Geistes • [11] Regen • [12] Hurra für Jesus • [13] Wir wollen mehr • [14] Jesus ich danke dir                                                               |                                                      | Daniel Kallauch Kinderchor Erzhausen | 1993 | Auslieferung über Music House unter Katalognummer MC 998.004 bzw. CD 998.104                                                              |
| 03            | 4 | 3             | 3 | | Hurra für Jesus 3 Los, komm, steh auf                | Daniel Kallauch Kinderchor Erzhausen | 1994 | Auslieferung über Music House unter Katalognummer MC 998.005 bzw. CD 998.114                                                              |
| 03            | 4 | 3             | 3 | [1] Gott ist groß • [2] Los, komm, steh auf • [3] Feuer und Flamme • [4] Immer und überall • [5] Nicht vergessen • [6] Auf Händen getragen • [7] Gott ist unser Vater • [8] Liebe Gott und deinen Nächsten • [9] Ich will alles für dich sein • [10] Unser Gott ist stark • [11] Groß und mächtig • [12] Raus aus der Finsternis • [13] Klatscht mit mir • [14] Beim Vater war es himmlisch |                                                      | Daniel Kallauch Kinderchor Erzhausen | 1994 | Auslieferung über Music House unter Katalognummer MC 998.005 bzw. CD 998.114                                                              |
| 03            | | 3             | 4 | | Hurra für Jesus 4 Singen, tanzen, lachen             | Susi Lange Happy Kids                | 1995 | Auslieferung über Music House unter Katalognummer MC 998.005 bzw. CD 998.114                                                              |
| 03            | [1] Ich muss es dir sagen • [2] Singen, tanzen, lachen • [3] Ja, ich lieb dich • [4] Ja, es ist Freude in mir • [5] Jesus war ein Kind wie ich • [6] Sprich, Herr, ich hör dir zu • [7] Werft euer Vertrauen nicht weg • [8] Bring die Sorgen • [9] Sing dem Herrn • [10] Der Herr ist auferstanden • [11] Nimm, mein Herz • [12] Die Liebe des Herrn • [13] König aller Könige | 3             | 4 | |                                                      | Susi Lange Happy Kids                | 1995 | Auslieferung über Music House unter Katalognummer MC 998.005 bzw. CD 998.114                                                              |
| 03            | | 3             | 4 | 1 | Hurra für Jesus 5 Live!                              | Daniel Kallauch                      | 1996 | Auslieferung über Music House unter Katalognummer CD 998.122                                                                              |
| 03            | [1] Intro [Live] • [2] Einfach spitze [Live] • [3] Feuerwerk [Live] • [4] Nummer 1 (Nummer Eins) [Live] • [5] Durstige Kinder [Live] • [6] Gott ist stärker [Live] • [7] Liebe Gott und deinen Nächsten [Live] • [8] Beim Vater war es himmlisch [Live] • [9] Immer und überall [Live] • [10] Superbuch [Live] • [11] Ich schmeiß die Arme in die Luft [Live] • [12] Felsenfest und stark [Live] • [13] Gott wird Mensch [Live] • [14] Lebenübergabe-Rap [Live] • [15] Mein ganzes Herz [Live] • [16] Gott mag Kinder [Live] • [17] Eins, Zwei, Drei – hier geht es rund [Live] • [18] Volltreffer [Live] • [19] Hurra für Jesus [Live] • [20] Jesus pur [Live] • [21] Gott ist spitze [Live] | 3             | 4 | 1 |                                                      | Daniel Kallauch                      | 1996 | Auslieferung über Music House unter Katalognummer CD 998.122                                                                              |
| 03            | | 3             | 6 | | Hurra für Jesus 6 Christmas-Party                    | Daniel Kallauch                      | 1996 | Auslieferung über Music House unter Katalognummer MC 998.025 bzw. CD 998.139; Wiederveröffentlichung 2008 unter Katalognummer CD 52.05314 |
| 03            | [1] Er kommt (Worauf kannst du dich verlassen) • [2] Gott sprach am Anfang Frieden mit Gott (Singspiel) [3] Frieden mit Gott • [4] Wisst ihr noch • [5] Ich hab seinen Stern gesehn • [6] Wisst ihr noch / Frieden mit Gott • [7] Jesus kam • [8] Wisst ihr noch / Frieden mit Gott • [9] Gottes große Liebe • [10] Wisst ihr noch • [11] Ihr sollt frei sein [12] Weihnachten ist Party für Jesus • [13] Es ist Jesus (Wer hat die Kraft) • [14] Liebe-Blues • [15] Kein Platz • [16] Hab keine Angst • [17] Mit den Hirten will ich gehen • [18] Ihr sollt frei sein (Reprise) Frieden mit Gott (Singspiel) [Playback] [19] Frieden mit Gott [Playback] • [20] Wisst ihr noch [Playback] • [21] Ich hab seinen Stern gesehn [Playback] • [22] Wisst ihr noch / Frieden mit Gott [Playback] • [23] Jesus kam [Playback] • [24] Wisst ihr noch / Frieden mit Gott [Playback] • [25] Gottes große Liebe [Playback] • [26] Wisst ihr noch [Playback] • [27] Ihr sollt frei sein [Playback] | 3             | 6 | |                                                      | Daniel Kallauch                      | 1996 | Auslieferung über Music House unter Katalognummer MC 998.025 bzw. CD 998.139; Wiederveröffentlichung 2008 unter Katalognummer CD 52.05314 |
| 03            | 4 | 3             | 7 | | Hurra für Jesus 7 Du bist bei mir                    | Susi Lange                           | 1997 | Auslieferung über Music House unter Katalognummer CD 998.179                                                                              |
| 03            | 4 | 3             | 7 | |                                                      | Susi Lange                           | 1997 | Auslieferung über Music House unter Katalognummer CD 998.179                                                                              |

### MC-Nr. 064XX / CD-Nr. 64XX
Veröffentlichungen innerhalb dieser Katalognummernfolge erschienen in Kollaboration mit dem Musiklabel Music House.

| Katalognummer | Katalognummer | Katalognummer | Titel | Interpreten                                                   | Jahr | Anmerkungen                                                       |
| Präfix | Präfix        | Nr.           | Titel | Interpreten                                                   | Jahr | Anmerkungen                                                       |
| MC | CD            | Nr.           | Titel | Interpreten                                                   | Jahr | Anmerkungen                                                       |
| --- | ------------- | ------------- | --- | ------------------------------------------------------------- | ---- | ----------------------------------------------------------------- |
| |               |               | |                                                               |      |                                                                   |
| | 64            | 02            | Dance To Praise* | King’s Kids Altensteig                                        | 1994 | * Originalschreibweise: „Dance 2 Praise“                          |
| [1] You Are Mighty • [2] I Will Speak Out • [3] Father Of Lights • [4] We’ll Live Tomorrow • [5] Dance To Praise • [6] No Other Gods • [7] The Lord Is Marching Out • [8] Family Song • [9] Shine, Jesus, Shine • [10] I Can See A New Generation | 64            | 02            | | King’s Kids Altensteig                                        | 1994 | * Originalschreibweise: „Dance 2 Praise“                          |
| | 64            | 03            | Schlaf gut, mein kleiner Schatz | Rahel Täubert                                                 | 1994 |                                                                   |
| [1] Leise, leise • [2] Träume heut nacht • [3] Schlafe, schlafe ein, mein Kind • [4] Schlafe, mein Kindlein • [5] Gottes Hände halten dich • [6] Sei herzlich willkommen • [7] Sei ganz geborgen • [8] Di-da-do • [9] Jesus war ein Baby • [10] Klein, unsagbar klein • [11] Der Herr hat dich wunderbar gemacht • [12] Shalom, Friede sei mit dir • [13] Bajuschki, baju • [14] In deine Hände • [15] Geburtstagslied • [16] Komm zur Ruh • [17] Der Herr segne dich (Segen) | 64            | 03            | | Rahel Täubert                                                 | 1994 |                                                                   |
| |               |               | |                                                               |      |                                                                   |
| | 64            | 07            | Strahlemann und Söhne* | Daniel Kallauch Kinderchor unter der Leitung von Heidi Bieber | 1997 | * Schreibweise bei Initialveröffentlichung: „Strahlemann & Söhne“ |
| [1] Du bist und bleibst einmalig (Schön, dass es dich gibt) • [2] Strahlemann & Söhne (Strahlemann und Söhne) • [3] Ein Brief erzählt • [4] Jedes Kind ist ein Geschenk • [5] Weißt du was • [6] Du bist mein lieber Sohn • [7] Mit anderen Augen • [8] Prinzessin Stupsnaseweis • [9] Hallo, guck mal her • [10] Schlechter Verlierer • [11] Ich bin so traurig • [12] Es ist einfach nicht wahr (Vielleicht denkst du)                                                      | 64            | 07            | | Daniel Kallauch Kinderchor unter der Leitung von Heidi Bieber | 1997 | * Schreibweise bei Initialveröffentlichung: „Strahlemann & Söhne“ |
| | 64            | 08            | Dance To Praise 2* | King’s Kids Altensteig 1C-Beat                                | 1996 | * Originalschreibweise: „Dance 2 Praise 2“                        |
| [1] New Every Morning • [2] 0 4 A 1000 Tongues (Zero For A Thousend Tongues) • [3] We’ll Dance • [4] Spirit Of The Sovereign Lord • [5] Shout To The Lord [New Classic Club Mix] • [6] I Want To Be Faithful • [7] The Joy Of The Lord • [8] Shout To The Lord • [9] For The Rest Of My Days • [10] We’ll Dance [Multi Culture Tribal House Mix] | 64            | 08            | | King’s Kids Altensteig 1C-Beat                                | 1996 | * Originalschreibweise: „Dance 2 Praise 2“                        |
| 064 | 64            | 09            | Megaspaß-Kinderhits | Daniel Kallauch                                               | 1996 |                                                                   |
| 064 | 64            | 09            | [1] Kaugummi • [2] Megaspaß • [3] Komm, wir wollen Freunde sein • [4] Meine Mama • [5] Halli, hallo • [6] Volltreffer • [7] Ein schöner Tag • [8] Kinder, Kinder • [9] Papa, du bist der Allerbeste • [10] Überraschung • [11] Minky • [12] Zeit | Daniel Kallauch                                               | 1996 |                                                                   |

### MC-Nr. 63XX / CD-Nr. 03XX
Veröffentlichungen innerhalb dieser Katalognummernfolge erschienen anfänglich in Kollaboration mit dem Musiklabel RM Musik.

| Katalognummer | Katalognummer | Katalognummer | Katalognummer | Katalognummer   | Titel                                                                | Interpreten | Jahr     | Anmerkungen |
| Präfix | Präfix        | Präfix        | Nr.           | Erweit. Postfix | Titel                                                                | Interpreten | Jahr     | Anmerkungen |
| Erw. | MC            | CD            | Nr.           | Erweit. Postfix | Titel                                                                | Interpreten | Jahr     | Anmerkungen |
| --- | ------------- | ------------- | ------------- | --------------- | -------------------------------------------------------------------- | --- | -------- | --- |
| |               | 03            | 01            |                 | Sonnentanz                                                           | Hirsch & Palatzky | 1995 (?) | |
| [1] Sonnentanz • [2] Begin To Play • [3] Only Yesterday • [4] Abendrot • [5] Rue d’Ipanema • [6] Samba nova • [7] One Moment • [8] For My Woman • [9] All Days • [10] Rumbaita • [11] Gipsy Groove • [12] Hänschen klein |               | 03            | 01            |                 |                                                                      | Hirsch & Palatzky | 1995 (?) | |
| |               |               |               |                 |                                                                      | |          | |
| |               | 03            | 03            |                 | Freeworld                                                            | Black Forest Brassband Altensteig | 1998     | |
| [1] I Will Enter His Gates • [2] Cornfield Rock • [3] Crazy Music In The Air Twins • [4] Ballade • [5] Music For Drums • [6] Roberto’s Bolero • [7] Free World Fantasy • [8] Caribbean Variation • [9] Springtime • [10] Spiritual Moments • [11] Go Tell It On The Mountains |               | 03            | 03            |                 |                                                                      | Black Forest Brassband Altensteig | 1998     | |
| |               |               |               |                 |                                                                      | |          | |
| |               | 03            | 09            |                 | Alles dreht sich um Willibald Daniel Kallauchs verrückter Vogel      | Daniel Kallauch Kinder aus Altensteig und vom King’s Kids Schnuppercamp | 1997     | |
| [1] Jetzt geht’s los • [2] Megaspaß • [3] Willibald, oh Willibald (Willibald, o Willibald) • [4] Willibald hat Streß daheim • [5] Vom ersten Moment • [6] Willibalds Festessen • [7] Es ist einfach nicht wahr |               | 03            | 09            |                 |                                                                      | Daniel Kallauch Kinder aus Altensteig und vom King’s Kids Schnuppercamp | 1997     | |
| |               |               |               |                 |                                                                      | |          | |
| |               | 03            | 11            |                 | Dolf And Family Wish You A Merry Christmas                           | Dolf And Family | 1994     | |
| [1] Joy To The World • [2] Comfort Ye • [3] Ehre sei Gott in der Höhe • [4] Tochter Zion • [5] Starry Night • [6] Come Let Us Worship • [7] Longtime Ago • [8] Stille Nacht • [9] Halleluja • [10] Medley: Hört, der Engel / Also hat Gott die Welt geliebt / Ihr Kinderlein, kommet / O lasset uns anbeten • [11] Come On Ring Those Bells • [12] Wish You A Merry Christmas |               | 03            | 11            |                 |                                                                      | Dolf And Family | 1994     | |
| | 63            | 03            | 12            |                 | Gottes Verheißungen bleiben Geistliche Lieder                        | Christian Schnarr; Peter Schneider; Rainer Schwander; Thea Eichholz-Müller; Ruthild Wilson; Sabine Hohndorf; Frauke Schaufelberger; Verena Masuhr; Ingo Beckmann; Florian Kugelstadt; Eberhard Rink; Bernd-Martin Müller | 1994     | |
| [1] Befiehl du deine Wege • [2] Warum sollt ich mich denn grämen • [3] Ich bete an die Macht der Liebe • [4] Ich will dich lieben • [5] Jesus ist kommen • [6] Wenn Friede mit Gott • [7] Keiner wird zuschanden • [8] Stern, auf den ich schaue • [9] Gottes Verheißungen bleiben • [10] Heilig, heilig, heilig • [11] Oh du Lamm Gottes (O du Lamm Gottes) • [12] So nimm denn meine Hände | 63            | 03            | 12            |                 |                                                                      | Christian Schnarr; Peter Schneider; Rainer Schwander; Thea Eichholz-Müller; Ruthild Wilson; Sabine Hohndorf; Frauke Schaufelberger; Verena Masuhr; Ingo Beckmann; Florian Kugelstadt; Eberhard Rink; Bernd-Martin Müller | 1994     | |
| |               |               |               |                 |                                                                      | |          | |
| |               | 03            | 17            |                 | Spiegelbilder                                                        | Hirsch & Palatzky | 1995 (?) | |
| [1] Und dennoch … • [2] Sarah Denise • [3] El poeta • [4] Coffeetime • [5] All Off Me • [6] Fiesta alegra • [7] Horizonte • [8] Reise nach Taizé • [9] Salve Regine • [10] Suntun fantacy • [11] Forgiven Notes • [12] Tagtraum • [13] Guten Abend, gute Nacht |               | 03            | 17            |                 |                                                                      | Hirsch & Palatzky | 1995 (?) | |
| |               |               |               |                 |                                                                      | |          | |
| | 63            |               | 20            |                 | Alles Schule – oder was?                                             | Ohrwurm-Piraten unter der Leitung von Thea Eichholz* | 1993     | Doppelbelegung der Katalognummer durch anderweitige Veröffentlichung mit CD-Präfix 2002; * Name bei Initialveröffentlichung: „Thea Müller“ |
| [1] Das neue Mutmachlied • [2] Hallo, Tag • [3] Wie lebte Jesus als Kind? • [4] Auf dem Schulweg • [5] Das Schulfächer-Lied • [6] Klingeling, Ding, Dong • [7] Mathetest • [8] Große Pause • [9] Willst du mit mir spielen? • [10] Hallo, Lehrer • [11] Ferienzeit • [12] Warum muss Schule so anstrengend sein? • [13] Er versteht uns gut | 63            |               | 20            |                 |                                                                      | Ohrwurm-Piraten unter der Leitung von Thea Eichholz* | 1993     | Doppelbelegung der Katalognummer durch anderweitige Veröffentlichung mit CD-Präfix 2002; * Name bei Initialveröffentlichung: „Thea Müller“ |
| |               | 03            | 20            |                 | Hits für Kids                                                        | Various | 2002     | Doppelbelegung der Katalognummer, mit MC-Präfix bereits 1993 anderweitig belegt; Kompilationsalbum aus Zweitverwertungstiteln vorangegangener Veröffentlichungen diverser Musiklabel in Kollaboration mit Pro-Christ 2003 für Kids, Bibel für Kids (2001 – Das Jahr der Bibel), Bibel-Entdecker-Tour |
| | 63            |               | 21            |                 | Alles, was lebt, singt 16 neue Kinderlieder                          | Cheryl Reid | 1996 (?) | |
| [1] Alles, was lebt, singt • [2] Sing ein fröhlich Lied • [3] Gott liebt dich • [4] Klatscht in die Hände • [5] Er ist weiser • [6] Mach dir keine Sorgen • [7] Gott ist größer • [8] Der gute Hirte • [9] Weiß wie Schneeflocken • [10] Geduldig warten • [11] Was kann ich geben • [12] Jesus, nimm meine Hände • [13] Ein Diener für Jesus • [14] Lasst uns feiern • [15] Tanzlied • [16] Gott ist mein Friede | 63            |               | 21            |                 |                                                                      | Cheryl Reid | 1996 (?) | |
| |               |               |               |                 |                                                                      | |          | |
| |               | 03            | 30            | 0               | Best Of Hurra für Jesus                                              | Daniel Kallauch | 2000     | Theoretische Katalognummernbelegung anhand von Nr. der Playback-CD 52.73300, Initialveröffentlichung als Lizenzausgabe unter MC-Nr. 947.126 und CD-Nr. 946.126 im Label Projektion J Music House |
| [1] Felsenfest • [2] Nicht vergessen • [3] Ich will nicht mehr sagen • [4] Gottes große Liebe • [5] Beim Vater war es himmlisch • [6] Immer und überall • [7] Feuer und Flamme • [8] Gott vergisst seine Kinder (nie) • [9] Bei dir kommt keiner zu kurz • [10] Wer zu Jesus gehört • [11] Von oben und unten • [12] Superbuch • [13] Wir schämen uns nicht • [14] Medley: Hurra für Jesus • [15] Ihr sollt frei sein • [16] Frieden mit Gott (Reprise) |               | 03            | 30            | 0               |                                                                      | Daniel Kallauch | 2000     | Theoretische Katalognummernbelegung anhand von Nr. der Playback-CD 52.73300, Initialveröffentlichung als Lizenzausgabe unter MC-Nr. 947.126 und CD-Nr. 946.126 im Label Projektion J Music House |
| |               | 03            | 31            | 0               | Hurra für Jesus 9 Verrückt für meinen König                          | Daniel Kallauch | 1998     | Theoretische Katalognummernbelegung anhand von Nr. der Playback-CD 52.73310, Initialveröffentlichung als Lizenzausgabe unter CD-Nr. 946.926 im Label Projektion J Music House |
| [1] Verrückt für meinen König • [2] Bei dir kommt keiner zu kurz • [3] Gott vergisst seine Kinder (nie) • [4] Ich bin sicher • [5] Gott ist stark (Supermann) • [6] Alle Worte der Bibel • [7] Alle meine Sorgen • [8] Ich bin frei • [9] Auf Nummer sicher • [10] Ja, wenn alle • [11] Jesus ist super • [12] Weil du in allem • [13] Jesus liebt dich • [14] Jesus ist bei dir, Jesus ist da |               | 03            | 31            | 0               |                                                                      | Daniel Kallauch | 1998     | Theoretische Katalognummernbelegung anhand von Nr. der Playback-CD 52.73310, Initialveröffentlichung als Lizenzausgabe unter CD-Nr. 946.926 im Label Projektion J Music House |
| |               | 03            | 32            | 0               | Hurra für Jesus 8 Kommt und feiert!                                  | Daniel Kallauch | 1998     | Theoretische Katalognummernbelegung anhand von Nr. der Playback-CD 52.73320, Initialveröffentlichung als Lizenzausgabe unter CD-Nr. 946.021 im Label Projektion J Music House |
| [1] Ach so • [2] Komm und feier • [3] Er ist erstanden • [4] Wer zu Jesus gehört • [5] Jesus, mir fehlen die Worte • [6] Wir brauchen Jesus nicht • [7] Wir haben einen Grund zum Feiern • [8] Der Weg zu Gott ist frei • [9] Der Tod hat seine Macht verloren • [10] Einer für alle • [11] Du bist der Herr • [12] Du kannst viel mehr tun • [13] Gott hat mir seinen Geist gegeben • [14] Ich will nicht mehr sagen |               | 03            | 32            | 0               |                                                                      | Daniel Kallauch | 1998     | Theoretische Katalognummernbelegung anhand von Nr. der Playback-CD 52.73320, Initialveröffentlichung als Lizenzausgabe unter CD-Nr. 946.021 im Label Projektion J Music House |
| |               |               |               |                 |                                                                      | |          | |
| |               | 03            | 47            |                 | Du weißt schon                                                       | Klaus-André Eickhoff | 1996     | |
| [1] Du weißt schon • [2] Dieses Kribbeln • [3] Die Sache mit der deutschen Sprache • [4] Salamanca • [5] Die Gerüchteküche • [6] Kennst du auch dieses Gefühl • [7] Nichts als Zweifel • [8] Aus meiner Ruhe gerissen • [9] Knuddel • [10] Modestress • [11] Scotland Sunset • [12] Wo du mich haben willst |               | 03            | 47            |                 |                                                                      | Klaus-André Eickhoff | 1996     | |
| |               |               |               |                 |                                                                      | |          | |
| | 63            | 03            | 49            |                 | Schau in meine Rumpelkiste                                           | Jenny Thoms Kinderchor unter der Leitung von Annegret Brake | 1996     | |
| [1] Rumpelkiste • [2] Ich sehe was, was du nicht siehst • [3] Ich bin ich • [4] Hin, hin, hin und her • [5] Auf dem Bauernhof • [6] Es gibt so viele Fragen • [7] Flieg, flieg, Luftballon • [8] Seifenblase • [9] Ist was, Mama? • [10] Kleiner Zirkusclown • [11] Super-Rate-Lied • [12] Das lustige Tanzfest • [13] Regenlied • [14] Das Froschkonzert • [15] Leise, leise | 63            | 03            | 49            |                 |                                                                      | Jenny Thoms Kinderchor unter der Leitung von Annegret Brake | 1996     | |
| |               |               |               |                 |                                                                      | |          | |
| | 63            | 03            | 51            |                 | Hi, wie geht es dir?                                                 | Jenny Thoms Kinderchor Pfalzgrafenweiler unter der Leitung von Andreas Hauser | 1997     | |
| [1] Blubb, blubb (Hi, wie geht es dir?) • [2] Papa, bitte bleib doch hier • [3] Ich bin ein kleiner Cowboy • [4] Wir sind alle miteinander Freunde • [5] Hallo, Kinder, wir sind da (Kasperle und Seppel) • [6] Mein kleiner Teddybär • [7] Erzählen, schmusen, lachen • [8] Kletter-Max und Spring-Maus • [9] Maulwurf Karl • [10] Meerschweinchen Rudi • [11] Plitsch, plitsch, Wasserspaß • [12] Tanz der Pferde (Hopp, hopp, hopp) • [13] Überhaupt nicht müde • [14] Spinne, kleine Spinne • [15] Rumpelkiste • [16] 1, 2, 3 und 4 (Eins, Zwei, Drei und Vier) | 63            | 03            | 51            |                 |                                                                      | Jenny Thoms Kinderchor Pfalzgrafenweiler unter der Leitung von Andreas Hauser | 1997     | |
| |               |               |               |                 |                                                                      | |          | |
| | 63            |               | 76            |                 | Ein neuer Tag Lobpreislieder                                         | David Plüss; Lothar Kosse; Florian Sitzmann; Helmut Jost; Eberhard Rink*; Beate Ling**; Ruthild Wilson***; Kathi Arndt****; Thomas Adam; Peter Schulte                                                                   | 1990     | * Name bei Initialveröffentlichung: „Ebi Rink“ ** Name bei Initialveröffentlichung: „Beate Ling-Zappel“; *** Name bei Initialveröffentlichung: „Ruth Wilson“; **** Schreibweise bei Initialveröffentlichung: „Kathy Arndt“                                                                           |
| [1] Ein neuer Tag [2] Hab Dank von Herzen • [3] Preist ihn • [4] Friedefürst • [5] Danket dem Herrn • [6] Ich lieb dich, Herr • [7] Du bist erhoben • [8] Heilig, heilig, heilig • [9] Wir sind frei • [10] Reich gekrönt bist du • [11] Oh lasset uns anbeten (O lasset uns anbeten) • [12] Du bist der Höchste | 63            |               | 76            |                 |                                                                      | David Plüss; Lothar Kosse; Florian Sitzmann; Helmut Jost; Eberhard Rink*; Beate Ling**; Ruthild Wilson***; Kathi Arndt****; Thomas Adam; Peter Schulte                                                                   | 1990     | * Name bei Initialveröffentlichung: „Ebi Rink“ ** Name bei Initialveröffentlichung: „Beate Ling-Zappel“; *** Name bei Initialveröffentlichung: „Ruth Wilson“; **** Schreibweise bei Initialveröffentlichung: „Kathy Arndt“                                                                           |
| |               |               |               |                 |                                                                      | |          | |
| |               | 03            | 80            |                 | Hosanna Instrumental Worship                                         | Martin Stoeck; Ken Taylor; Florian Sitzmann; Lothar Kosse; Frieder Jost | 1991     | |
| [1] You Are My Refuge • [2] Hosanna • [3] We Will Glorify • [4] Fairest Lord Jesus • [5] A New Day • [6] Awesome God • [7] We Are Free • [8] Here We Are • [9] Holy, Holy, Holy • [10] The Lord Is My Light |               | 03            | 80            |                 |                                                                      | Martin Stoeck; Ken Taylor; Florian Sitzmann; Lothar Kosse; Frieder Jost | 1991     | |
| | 63            |               | 81            |                 | Marmelade, Milch und Müsli Lustige Lieder für kleine und große Leute | Daniel Kallauch Kinderchor Kunterbunt | 1991     | Auftragsproduktion der Missionarischen Familienarbeit Altenkirchen, Westerwald |
| [1] Hey, hey, hey • [2] Jona • [3] Kilili • [4] Ich helfe gern • [5] Viertausendneunhundertneunundneunzig • [6] Columbus • [7] Löwen-Rap • [8] David und Jonathan • [9] Ich bin so froh • [10] Wir singen laut • [11] Weil Gott uns Menschen liebhat | 63            |               | 81            |                 |                                                                      | Daniel Kallauch Kinderchor Kunterbunt | 1991     | Auftragsproduktion der Missionarischen Familienarbeit Altenkirchen, Westerwald |
| |               |               |               |                 |                                                                      | |          | |
| |               | 03            | 90            |                 | Sichtwechsel                                                         | Frieder Gutscher | 1992     | |
| [1] Wie ein Adler • [2] Die Wüste wird jubeln • [3] Perchè Dio • [4] Klagende Lieder • [5] Erscheine mir Herr • [6] Ich falle aufwärts • [7] Geburtstagslied • [8] Sichtwechsel • [9] Lobgesang • [10] In deinen Augen • [11] Steppenland • [12] Die Angst • [13] Du bist Feuer • [14] Wer unter dem Schirm |               | 03            | 90            |                 |                                                                      | Frieder Gutscher | 1992     | |
| | 63            |               | 91            |                 | Papa, du bist der Allerbeste!                                        | Daniel Kallauch Kaugummi-Kids | 1992     | |
| [1] Kinder, Kinder • [2] Geburtstagslied • [3] Gott mag Kinder • [4] Ich freu mich, denn ich wohn in einem Haus • [5] Papa, du bist der Allerbeste! • [6] Ein guter Vater • [7] Gott sei Dank • [8] Hast du schon mal Gott gedankt • [9] Überraschung • [10] Volltreffer • [11] Du bist mein Freund • [12] Ein schöner Tag | 63            |               | 91            |                 |                                                                      | Daniel Kallauch Kaugummi-Kids | 1992     | |
| |               | 03            | 92            |                 | Ich laufe dir entgegen                                               | Eva Lowen | 1992     | |
| [1] Meine Seele ist entronnen • [2] Ich liebe die Wüste • [3] Ich laufe dir entgegen • [4] Rebe am Weinstock • [5] Die Erde • [6] Zu Hause / Daheim • [7] Veränderung • [8] Ich habe Sehnsucht nach dir • [9] Jünger und Meister • [10] Wie ein mächtiger Wind |               | 03            | 92            |                 |                                                                      | Eva Lowen | 1992     | |
| |               | 03            | 93            |                 | Galerie der Bilder                                                   | Eva Lowen | 1996     | |
| [1] Danke Jesus • [2] Ich brauche dich • [3] Ich bin unterwegs • [4] Erhöre unser Gebet • [5] Mein Herz ist klein • [6] Hilf uns, Herr • [7] So viele Wunder • [8] Jesus bei Pilatus • [9] Galerie der Bilder • [10] Deine Herrlichkeit |               | 03            | 93            |                 |                                                                      | Eva Lowen | 1996     | |
| |               |               |               |                 |                                                                      | |          | |
| |               | 03            | 99            |                 | More Than Wonderful                                                  | Dolf And Family | 1993     | Dolf And Family: Dolf Vorsterman van Oyen mit Ehefrau Irma und Kindern Kristian, Nathalie, Stefan, Corinne, Carl-John und Cheryl |
| [1] Ehre sei Gott • [2] Gehet hin • [3] More Than Wonderful • [4] Jesus, in deinem Namen ist die Kraft • [5] To God Be The Glory • [6] This Little Light • [7] Von Jugend auf • [8] Kristian Rap-sody • [9] Pour Maman • [10] Freunde • [11] He Will Carry You • [12] Schritt für Schritt |               | 03            | 99            |                 |                                                                      | Dolf And Family | 1993     | Dolf And Family: Dolf Vorsterman van Oyen mit Ehefrau Irma und Kindern Kristian, Nathalie, Stefan, Corinne, Carl-John und Cheryl |

### MC-Nr. 67XX / CD-Nr. 07XX(X)
| Katalognummer | Katalognummer | Katalognummer | Katalognummer | Katalognummer | Titel                                                                | Interpreten                                                                           | Jahr     | Anmerkungen                                                 |
| Präfix | Präfix | Präfix        | Nr.           | Erw. Nr.      | Titel                                                                | Interpreten                                                                           | Jahr     | Anmerkungen                                                 |
| Erw. | MC | CD            | Nr.           | Erw. Nr.      | Titel                                                                | Interpreten                                                                           | Jahr     | Anmerkungen                                                 |
| --- | --- | ------------- | ------------- | ------------- | -------------------------------------------------------------------- | ------------------------------------------------------------------------------------- | -------- | ----------------------------------------------------------- |
| | | 07            | 00            |               | Weiter                                                               | Klaus-André Eickhoff                                                                  | 1999     |                                                             |
| [1] Es tut sich was • [2] Die Flut • [3] Warten • [4] Es geht weiter • [5] Einfach eiskalt • [6] Zwischen den Zeilen • [7] Dass es sowas gibt • [8] November in a-Moll • [9] Tobi nennt mich Lala • [10] Tu mir das nicht an • [11] Handy • [12] Das Augenlied • [13] Nimm meine Hand • [14] So viel gute Laune (Musikantenstall) | | 07            | 00            |               |                                                                      | Klaus-André Eickhoff                                                                  | 1999     |                                                             |
| | |               |               |               |                                                                      |                                                                                       |          |                                                             |
| 52 | | 07            | 00            | 6             | Ansatzweise weise? Das Beste aus 10 Jahren                           | Klaus-André Eickhoff                                                                  | 2009     |                                                             |
| 52 | [1] Achterbahn [aus CD-Nr. 0701] • [2] Ein perfekter Augenblick [Version 2009] • [3] Nichts als Zweifel • [4] Alle Zeit der Welt • [5] Die Sache mit der deutschen Sprache [Unplugged-Version 2009] • [6] Höhenflug • [7] November in a-Moll • [8] Die kleinen Dinge • [9] Frag mich nicht • [10] Zwischen den Zeilen • [11] Aus meiner Ruhe gerissen [Edit 2009 des Originals aus CD-Nr. 0347] • [12] Meine Masche • [13] Auf Kurs bleiben • [14] Lo que quería decir [Bonustrack] • [15] So viel gute Laune (Musikantenstall) [aus CD-Nr. 0700]                                                              | 07            | 00            | 6             |                                                                      | Klaus-André Eickhoff                                                                  | 2009     |                                                             |
| | | 07            | 00            | 7             | Ach, du fröhliche!                                                   | Klaus-André Eickhoff                                                                  | 2007     |                                                             |
| [1] Liebes Christkind! • [2] Zimt • [3] Advent • [4] Die Weihnacht vor der Tür • [5] Steriler Sonderfall • [6] Die letzte Bastion • [7] Weihnachts-FAQs-Blues • [8] In fünf Tagen • [9] Kinderkrippenspiel • [10] Was ist los? (Ach, du fröhliche Metaebene) [11] Liebes Christkind! [Schön-verpackt-Version] [Bonustrack] • [12] Advent [Schön-verpackt-Version] [Bonustrack] | | 07            | 00            | 7             |                                                                      | Klaus-André Eickhoff                                                                  | 2007     |                                                             |
| | | 07            | 00            | 8             | Schafspelz                                                           | Klaus-André Eickhoff                                                                  | 2006     |                                                             |
| [1] Wolfsintro • [2] Wolf im Schafspelz • [3] Premiere • [4] Nüchternes Liebeslied • [5] Feines Gift • [6] Frag mich nicht • [7] Spam-Song • [8] Ein X für ein U • [9] Sehr viel mehr Fragen • [10] Meine Masche • [11] Sommerregen • [12] Land in Not • [13] Operation Schönheit • [14] Seite 2 (Seite Zwei) | | 07            | 00            | 8             |                                                                      | Klaus-André Eickhoff                                                                  | 2006     |                                                             |
| | |               |               |               |                                                                      |                                                                                       |          |                                                             |
| | | 07            | 01            |               | Höhenflug                                                            | Klaus-André Eickhoff                                                                  | 2002     |                                                             |
| [1] Die kleinen Dinge • [2] Höhenflug • [3] Alle Zeit der Welt • [4] Wie wir uns nennen • [5] Kleine Brötchen • [6] Achterbahn • [7] Ein perfekter Augenblick • [8] Pisa ohne Turm • [9] Wie kill ich die Zeit • [10] Hoffnungsschimmer • [11] God Bless America • [12] Die Zeiten haben sich geändert • [13] Auf Kurs bleiben | | 07            | 01            |               |                                                                      | Klaus-André Eickhoff                                                                  | 2002     |                                                             |
| | |               |               |               |                                                                      |                                                                                       |          |                                                             |
| | | 07            | 05            |               | Im Gespräch                                                          | Frieder Gutscher 1 Andrea Adams-Frey                                                  | 1999     |                                                             |
| [1] Tränen zu Perlen • [2] Ich aber will • [3] Über dir geht auf • [4] Vertrauen • [5] Du der eine • [6] Alles wird gut • [7] Hagar • [8] Du darfst sein • [9] Komm, zieh mit aus • [10] Die verkrümmte Frau • [11] Aber eins • [12] Hochzeitslied • [13] Wo viel Licht ist • [14] Tiefer • [15] Wie ein Kind • [16] Komm herab • [17] Verborgener Offenbarer | | 07            | 05            |               |                                                                      | Frieder Gutscher 1 Andrea Adams-Frey                                                  | 1999     |                                                             |
| | | 07            | 05            | 1             | Der Weg wächst im Gehen                                              | Frieder Gutscher                                                                      | 2003     |                                                             |
| [1] Der Weg wächst im Gehen • [2] Kommt, lasst uns neue Wege wagen • [3] Es wird nicht ewig Winter bleiben • [4] Rückkehr der Vögel • [5] Hüte das Glück • [6] Hör auf dein Herz • [7] Kehre immer wieder • [8] Lied vom verlorenen Jesuskind • [9] Du bist anders • [10] Wer bin ich • [11] Elba • [12] Wann wirst du endlich • [13] Jesaja 58 • [14] Regenbogen | | 07            | 05            | 1             |                                                                      | Frieder Gutscher                                                                      | 2003     |                                                             |
| | |               |               |               |                                                                      |                                                                                       |          |                                                             |
| | | 07            | 10            |               | Erstmal entspannen! Entspannungsprogramm für Körper, Seele und Geist | Eva-Maria Admiral Eric Wehrlin                                                        | 1999     |                                                             |
| [1] Einführung • [2] Ich bin es wert, zur Ruhe zu kommen (Mein Körper) • [3] Ich erlebe Ruhe und Entspannung (Meine Atmung) • [4] Gott meint es gut mit mir (Meine Seele) • [5] Der Ort der Stille (Mein Empfangen) • [6] Gott ist auf meiner Seite (Mein Gott) • [7] Ich bin ein neuer Mensch (Mein Lebensstil) • [8] Gott hat ein gutes Ziel für mich (Mein Weg) • [9] Reprise | | 07            | 10            |               |                                                                      | Eva-Maria Admiral Eric Wehrlin                                                        | 1999     |                                                             |
| | |               |               |               |                                                                      |                                                                                       |          |                                                             |
| | 67 | 07            | 15            |               | Deine Hände wollen segnen Gott begegnen im Lied                      | Chor aus dem Diakonissenmutterhaus Aidlingen* unter der Leitung von Christel Schröder | 2000     | * Bezeichnung bei Initialveröffentlichung: „Aidlinger Chor“ |
| [1] Herr, deine Hände wollen segnen • [2] Herr, du bist meine Stärke • [3] Jauchzt und jubelt Gott, dem Herrn • [4] Dir, dir, o Höchster, will ich singen • [5] Weiß ich den Weg auch nicht • [6] Kommt, lasset uns den Herrn erhöhn • [7] An diesem Tage rühmen wir • [8] Anbetung dir, der uns gesegnet • [9] Keiner wird zuschanden • [10] Groß deine Treue ist • [11] Er weckt mich alle Morgen • [12] Amen, Amen, lauter Amen • [13] Mir ist Erbarmung widerfahren | 67 | 07            | 15            |               |                                                                      | Chor aus dem Diakonissenmutterhaus Aidlingen* unter der Leitung von Christel Schröder | 2000     | * Bezeichnung bei Initialveröffentlichung: „Aidlinger Chor“ |
| | |               |               |               |                                                                      |                                                                                       |          |                                                             |
| | | 07            | 20            |               | Hand aufs Herz ...                                                   | Heiko Bräuning 1 Andrea Adams-Frey                                                    | 2000     |                                                             |
| [1] Take Pleasure In My Heart • [2] Sprich mich frei • [3] Herz in Gefahr • [4] Ich liebe dich • [5] Mördergrube • [6] Verstreut in alle Winde • [7] Ich komme zu dir • [8] Mein Herz hat still und leise • [9] Weißt du noch • [10] Einfach nur glauben • [11] Herzklopfen • [12] Begeistert • [13] Verzagtes Herz | | 07            | 20            |               |                                                                      | Heiko Bräuning 1 Andrea Adams-Frey                                                    | 2000     |                                                             |
| | | 07            | 21            |               | Himmel auf Erden Lieder für Gemeinde und Gottesdienst                | Heiko Bräuning                                                                        | 2001     |                                                             |
| [1] Himmel auf Erden • [2] Du lädst uns heute ein • [3] Du bist der Fels • [4] Bei dir komme ich zur Ruhe • [5] Lass mich nie mehr los • [6] Was du mir gibst • [7] Du tust mir gut • [8] Geh auf deinem Weg • [9] Deine Liebe trägt mich • [10] Gib mir ein Zeichen • [11] Niemand hat mein Leben | | 07            | 21            |               |                                                                      | Heiko Bräuning                                                                        | 2001     |                                                             |
| | |               |               |               |                                                                      |                                                                                       |          |                                                             |
| | 67 | 07            | 25            |               | Du bist geliebt                                                      | Dieter & Uschi                                                                        | 2000     |                                                             |
| [1] Du, du, du – du bist geliebt • [2] Ich bin geborgen in Gott • [3] Du sagst Ja • [4] Schöpfer aller Himmel • [5] Dort auf Golgatha • [6] Das Grab ist leer (Jesus lebt) • [7] Nur bei dir ... • [8] Shine Your Light • [9] Gehet hin • [10] Freunde • [11] Welch ein Freund ist unser Jesus • [12] Jesus, mein Herr • [13] Vom Aufgang der Sonne • [14] Jodler | 67 | 07            | 25            |               |                                                                      | Dieter & Uschi                                                                        | 2000     |                                                             |
| | |               |               |               |                                                                      |                                                                                       |          |                                                             |
| | | 07            | 35            |               | Choräle auf sechs Saiten Himmlische Gitarrenmusik                    | Reinhard Börner (Gitarre)                                                             | 2001 (?) |                                                             |
| [1] Morgenlicht leuchtet • [2] Jesu, meine Freude • [3] Wer nur den lieben Gott lässt walten • [4] Komm, sag es allen weiter • [5] In dir ist Freude • [6] Gott ist gegenwärtig • [7] Die güldne Sonne • [8] Befiehl du deine Wege • [9] Ich bete an die Macht der Liebe • [10] Großer Gott, wir loben dich • [11] So nimm denn meine Hände | | 07            | 35            |               |                                                                      | Reinhard Börner (Gitarre)                                                             | 2001 (?) |                                                             |
| | | 07            | 36            |               | Choräle auf sechs Saiten 2 – Schönster Herr Jesu                     | Reinhard Börner (Gitarre)                                                             | 2001 (?) |                                                             |
| [1] Auf, Seele, Gott zu loben • [2] Jesus bleibt meine Freude • [3] Geh aus, mein Herz, und suche Freud • [4] Schönster Herr Jesu • [5] Lobt Gott getrost mit Singen • [6] Allein Gott in der Höh sei Ehr • [7] Ich singe dir mit Herz und Mund • [8] Oh Haupt voll Blut und Wunden (O Haupt voll Blut und Wunden) • [9] Himmel, Erde, Luft und Meer • [10] Auf meinen lieben Gott • [11] Dir folg ich Jesus in die Flut • [12] Auf Adlers Flügeln getragen • [13] Sollt ich meinem Gott nicht singen • [14] Mein schönste Zier • [15] Medley: Der Mond ist aufgegangen / Nun ruhen alle Wälder | | 07            | 36            |               |                                                                      | Reinhard Börner (Gitarre)                                                             | 2001 (?) |                                                             |
| | | 07            | 37            |               | Choräle auf sechs Saiten 3 – Stern über Bethlehem Gitarrenmusik      | Reinhard Börner (Gitarre) 1 Ingolf Kaes (Panflöte)                                    | 2003 (?) |                                                             |
| [1] Ich steh an deiner Krippen hier • [2] Medley: Die Nacht ist vorgedrungen / Zünde an dein Feuer • [3] Stern über Bethlehem • [4] Es ist ein Ros entsprungen • [5] Medley: Wie soll ich dich empfangen / Macht hoch die Tür • [6] O Heiland, reiß die Himmel auf • [7] Stille Nacht • [8] Josef, lieber Josef mein • [9] Engel haben Himmelslieder • [10] Kommet, ihr Hirten • [11] Es kommt ein Schiff, geladen • [12] Da draußen im Stalle • [11] Medley: Kommt und lasst uns Christus ehren / Nun singet und seid froh • [12] Fröhlich soll mein Herze springen • [13] Variation über ein französisches Weihnachtslied • [14] Ihr Kinderlein, kommet • [15] Leise rieselt der Schnee                                                           | | 07            | 37            |               |                                                                      | Reinhard Börner (Gitarre) 1 Ingolf Kaes (Panflöte)                                    | 2003 (?) |                                                             |
| | | 07            | 37            | 1             | Choräle auf sechs Saiten 4 – Du meine Seele, singe Gitarrenmusik     | Reinhard Börner (Gitarre)                                                             | 2004 (?) |                                                             |
| [1] Seid fröhlich, ihr Christen • [2] Wie ein Hirsch • [3] Ist Gott für mich, so trete • [4] Die Güte des Herrn • [5] Du meine Seele, singe • [6] Freunde, dass der Mandelzweig • [7] Ich lobe meinen Gott • [8] Sonne der Gerechtigkeit • [9] Von guten Mächten (Von guten Mächten wunderbar geborgen) • [10] Siehe, ich habe dir geboten • [11] Nun lasst uns Gott den Herren • [12] Oh, dass ich tausend Zungen hätte (O dass ich tausend Zungen hätte) • [11] Medley: Lobe den Herren, den mächtigen König / Lobe den Herren, alle, die ihn ehren • [12] Peace Like A River • [13] Warum sollt ich mich denn grämen? • [14] Medley: Jesus ist kommen, Grund ewiger Freude / Jesus Christus herrscht als König • [15] Ach bleib mit deiner Gnade | | 07            | 37            | 1             |                                                                      | Reinhard Börner (Gitarre)                                                             | 2004 (?) |                                                             |
| 52 | | 07            | 37            | 2             | Choräle auf sechs Saiten 5 – Paul Gerhardt                           | Reinhard Börner (Gitarre)                                                             | 2006     |                                                             |
| 52 | [1] Auf, auf, mein Herz, mit Freuden • [2] Ist Gott für mich, so trete • [3] Die güldne Sonne • [4] Lobet den Herren, alle, die ihn ehren • [5] Du meine Seele, singe • [6] Geh aus, mein Herz • [7] Nun lasst uns gehn und treten • [8] Sollt ich meinem Gott nicht singen • [9] Befiehl du deine Wege • [10] Warum sollt ich mich denn grämen? • [11] Ich singe dir mit Herz und Mund • [12] Ich bin ein Gast auf Erden • [13] Fröhlich soll mein Herze springen • [14] Wie soll ich dich empfangen / Kommt und lasst uns Christum ehren • [15] Ich steh an deiner Krippen hier • [16] Nun ruhen alle Wälder | 07            | 37            | 2             |                                                                      | Reinhard Börner (Gitarre)                                                             | 2006     |                                                             |
| 52 | | 07            | 37            | 4             | Choräle auf sechs Saiten 6 – An hellen Tagen                         | Reinhard Börner (Gitarre)                                                             | 200?     |                                                             |
| 52 | | 07            | 37            | 4             |                                                                      | Reinhard Börner (Gitarre)                                                             | 200?     |                                                             |
| 52 | | 07            | 37            | 5             | Choräle auf sechs Saiten 7 – Martin Luther                           | Reinhard Börner (Gitarre)                                                             | 200?     |                                                             |
| 52 | | 07            | 37            | 5             |                                                                      | Reinhard Börner (Gitarre)                                                             | 200?     |                                                             |
| 52 | | 07            | 37            | 6             | Choräle auf sechs Saiten 5 – Schönster Herr Jesu                     | Reinhard Börner (Gitarre)                                                             | 200?     |                                                             |
| 52 | | 07            | 37            | 6             |                                                                      | Reinhard Börner (Gitarre)                                                             | 200?     |                                                             |

### MC-Nr. 629.000 ff.
| Katalognummer | Katalognummer | Katalognummer | Titel                                         | Interpreten                                                                 | Jahr | Anmerkungen                                              |
| Präfix        | Präfix | Nr.           | Titel                                         | Interpreten                                                                 | Jahr | Anmerkungen                                              |
| MC            | CD | Nr.           | Titel                                         | Interpreten                                                                 | Jahr | Anmerkungen                                              |
| ------------- | --- | ------------- | --------------------------------------------- | --------------------------------------------------------------------------- | ---- | -------------------------------------------------------- |
| 629           | | 579           | Timmys kleine große Welt 11 neue Kinderlieder | Ohrwurm-Piraten unter der Leitung von Thea Eichholz* Martin Falk (Sprecher) | 1994 | * Bezeichnung bei Initialveröffentlichung: „Thea Müller“ |
| 629           | [1] Timmys kleine große Welt • [2] Die Wolken sind heut vollbeladen • [3] Pfützenabenteuer • [4] Kleine Schwester • [5] Alle Kinder zählen • [6] Er hält die ganze Welt (Er hält die ganze Welt in seiner Hand) • [7] Das find ich toll • [8] Kleines wird groß • [9] Mein Opa • [10] Schmi-Schma-Schmetterling • [11] Vergeben und verzeihn | 579           |                                               | Ohrwurm-Piraten unter der Leitung von Thea Eichholz* Martin Falk (Sprecher) | 1994 | * Bezeichnung bei Initialveröffentlichung: „Thea Müller“ |

### CD-Nr. (52.)05XX(X)
| Katalognummer | Katalognummer | Katalognummer | Katalognummer | Katalognummer | Titel | Interpreten | ℗ (EVT)         | Anmerkungen |
| Präfix | Präfix | Präfix        | Nr.           | Erw. Nr.      | Titel | Interpreten | ℗ (EVT)         | Anmerkungen |
| Erw. | MC | CD            | Nr.           | Erw. Nr.      | Titel | Interpreten | ℗ (EVT)         | Anmerkungen |
| --- | --- | ------------- | ------------- | ------------- | --- | --- | --------------- | --- |
| | |               |               |               | | |                 | |
| | | 05            | 20            |               | Starke Kindersachen | Various | 1999            | Kompilationsalbum aus Zweitverwertungstiteln vorangegangener Veröffentlichungen |
| [1] Kaugummi • [2] Gott geht mit • [3] Ich bin ein kleiner Cowboy • [4] Willst du mit mir spielen? • [5] Durstige Kinder • [6] Jesus war ein Baby • [7] Jeder lacht anders • [8] Ich habe einen Hund • [9] Du bist bei mir • [10] Die Wolken sind heut vollgeladen • [11] Prinzessin Stupsnaseweis • [12] Ich bin ich • [13] Alles, was lebt, singt • [14] Alle Worte der Bibel | | 05            | 20            |               | | Various | 1999            | Kompilationsalbum aus Zweitverwertungstiteln vorangegangener Veröffentlichungen |
| | | 05            | 21            |               | Starke Kindersachen 2 | Various | 2000            | Kompilationsalbum aus Zweitverwertungstiteln vorangegangener Veröffentlichungen |
| [1] Das neue Mutmachlied • [2] Beten ist so einfach • [3] Wir brauchen Jesus nicht • [4] Alles was lebt singt • [5] Er hält die ganze Welt • [6] Wir sind die Kisi-Kids • [7] Gott hat die Welt gemacht • [8] Papa, bitte bleib doch hier • [9] Gottes große Liebe • [10] Singen, tanzen, lachen • [11] Ferienzeit, Zeit der Abenteuer • [12] Medley: Träume heut nacht / Schlaf gut, mein kleiner Schatz | | 05            | 21            |               | | Various | 2000            | Kompilationsalbum aus Zweitverwertungstiteln vorangegangener Veröffentlichungen |
| | | 05            | 22            |               | Starke Kindersachen 3 | Various | 2002            | |
| [1] Du bist der Held • [2] Gott hat alles gut gemacht • [3] Eine Stimme ganz allein • [4] Halleluja, kommt und feiert • [5] Groß, größer, am größten bist du • [6] Klavierunterricht • [7] Denn wir sind Freunde • [8] Seeräuber leben gefährlich • [9] Oh Happy Day • [10] Sippedie-bong-bong • [11] Prinzessin Stupsnaseweis • [12] Halli, hallo • [13] Von dem kleinen Spatz • [14] Jesus war ein Baby | | 05            | 22            |               | | Various | 2002            | |
| | |               |               |               | | |                 | |
| | | 05            | 23            | 0             | Totally up-to-date Bibelsongs für Kids Daniel Kallauch; Jenny Thoms; Mike Müllerbauer; Sternfänger; Heiko Bräuning          | Various | 2003 (27. Jan.) | |
| [1] Einen Regenbogen (Gott hat alle Kinder lieb) • [2] Blubb blubb (Hi, wie geht es dir) • [3] Die Wolken sind heute schwer beladen • [4] Wenn es regnet • [5] Ich tanz im Regen • [6] Unser | | 05            | 23            | 0             | | Various | 2003 (27. Jan.) | |
| | | 05            | 23            | 1             | Plitsch-platsch, Wasserspaß! 15 kunterbunte Wasserlieder                                                                    | Various | 2004            | |
| [1] Einen Regenbogen (Gott hat alle Kinder lieb) • [2] Blubb blubb (Hi, wie geht es dir) • [3] Die Wolken sind heute schwer beladen • [4] Wenn es regnet • [5] Ich tanz im Regen • [6] Unser Wassertropfenfest • [7] Ein großes Schiff, das sich Arche nennt • [8] Immer wenn sich Sonne und Regen begegnen • [9] Danke, lieber Gott, für das Wasser • [10] Wasser ist Quelle • [11] Seeräuber leben gefährlich • [12] Regenlied • [13] Plitsch platsch, Wasserspaß • [14] Kleines Sandkorn hier am Meer • [15] Wassertropfen schenken Leben                                                                     | | 05            | 23            | 1             | | Various | 2004            | |
| | | 05            | 23            | 2             | Weihnachten ist die schönste Zeit 17 Lieder für Kinder und Familien                                                         | Various | 2004            | |
| [1] Die Zeit ist da • [2] Jesus ist geboren • [3] Wir singen immer wieder • [4] Stille Nacht, heilige Nacht • [5] Zumba, zumba • [6] Wunder dieser Nacht • [7] Runtergekommen, abgestiegen • [8] Ehre sei Gott • [9] Engel singen, Lieder klingen • [10] Gott sendet seine Engel • [11] Niemand kann uns Hirten leiden • [12] Auf hartem Stroh • [13] Ich steh an deiner Krippen hier • [14] Warum, wieso, weshalb, wozu? • [15] Gott wird Mensch / Jesus ist da • [16] Was weißt du von Bethlehem? • [17] Jesus war ein Baby                                                                                    | | 05            | 23            | 2             | | Various | 2004            | |
| | |               |               |               | | |                 | |
| 52 | | 05            | 23            | 8             | Weihnachten ist die schönste Zeit 2 16 Lieder für Kinder und Familien                                                       | Various | 2006            | |
| 52 | [1] O wie schön ist die Weihnachtszeit • [2] Ich will nichts versäumen • [3] Ein Geschenk • [4] Hirte Nr. 3 (Weihnachten, das Freudenfest) • [5] Heut ist der Abend • [6] Das schönste Geschenk • [7] Zünde deine Wunderkerze an • [8] In Galiläa, in Nazareth • [9] Wish You A Merry Christmas • [10] Herr, lass mich den Heiland sehn • [11] Hanna, komm • [12] Ja, hurra, die erste Kerze brennt • [13] Wir danken Gott, denn er kam • [14] Wir feiern Weihnachten • [15] Hallo, du grüner Kranz • [16] Es ist ein Ros entsprungen                                                 | 05            | 23            | 8             | | Various | 2006            | |
| | |               |               |               | | |                 | |
| 52 | | 05            | 24            | 4             | Lichter, Sterne und Laterne Die kleine Nacht-CD für kleine Leute: 10 Lieder und eine Laternengeschichte von Werner Hoffmann | Werner Hoffmann | 2009            | |
| 52 | [1] Unsre Lichter leuchten • [2] Der Sternanzünder • [3] Leise, leise • [4] Warum funkeln Sterne • [5] Geht der gute Mond auf seine Reise • [6] Zärtlich blinzeln kleine Sternlein (Schlafe, schlafe ein, mein Kind) • [7] Weißt du, wie viel Sternlein stehen • [8] Der Mond ist aufgegangen • [9] Träume heut Nacht • [10] Abendlied • [11] Eine Laternengeschichte | 05            | 24            | 4             | | Werner Hoffmann | 2009            | |
| | |               |               |               | | |                 | |
| 52 | | 05            | 24            | 9             | Weihnachten ist die schönste Zeit – Best Of Lieder für Kinder und Familien                                                  | Various | 2012            | |
| 52 | [1] Ein Geschenk • [2] Wir singen immer wieder • [3] Stille Nacht (Erhebe dein Herz) • [4] We Sing Merry, Merry Christmas • [5] O wie schön die Weihnachtszeit • [6] Jesus ist geboren • [7] Runtergekommen, abgestiegen • [8] Endlich Weihnachten • [9] Wir feiern Weihnachten • [10] Ehre sei dem Schöpfer des Himmels • [11] Leuchtend heller Stern • [12] Wunder dieser Nacht • [13] Sie hat Ja gesagt • [14] Die Zeit ist da • [15] Wir freuen uns auf Weihnachten • [16] Eine Kerze leuchtet • [17] Hanna, komm • [18] Hört, ihr lieben Leute                                   | 05            | 24            | 9             | | Various | 2012            | |
| | |               |               |               | | |                 | |
| | | 05            | 30            | 1             | Hip Hop – Schule ist top! Mit diesen Hits macht Schule richtig Spaß!                                                        | Daniel Kallauch | 2000 2003       | Initial als Lizenzausgabe erschienen unter Musiklabel Kiosk / Kiddinx (LC-04121) unter CD-Nr. 4.25903, 2003 Veröffentlichung unter eigenem Label |
| [1] Hip Hop – Schule ist top • [2] Das ist ungewohnt • [3] Rote Wangen, heiße Ohren • [4] Wir halten zusammen • [5] Hausaufgaben – her damit • [6] Ich bin der Bettman • [7] Streber • [8] Willst du mit mir spielen • [9] Bei dir kommt keiner zu kurz • [10] Doddl-Song • [11] 1, 2, 3 Käsehoch • [12] Für dich • [13] A, B – ich hab eine Idee • [14] Du gehörst dazu | | 05            | 30            | 1             | | Daniel Kallauch | 2000 2003       | Initial als Lizenzausgabe erschienen unter Musiklabel Kiosk / Kiddinx (LC-04121) unter CD-Nr. 4.25903, 2003 Veröffentlichung unter eigenem Label |
| | | 05            | 30            | 2             | Auf die Plätzchen, fertig, los!                                                                                             | Daniel Kallauch | 2000 2003       | Initial als Lizenzausgabe erschienen unter Musiklabel Kiosk / Kiddinx (LC-04121) unter CD-Nr. 4.25904, 2003 Veröffentlichung unter eigenem Label |
| [1] Auf die Plätzchen, fertig los! • [2] Heut feiern wir Advent • [3] Wahnsinns-Weihnachtskribbeln • [4] Mama, warum gibt es einen Weihnachtsmann? • [5] Wir singen immer wieder • [6] Weihnachten ist Party für Jesus • [7] Hirte Nr. 3 (Weihnachten, das Freudenfest) • [8] Der Weihnachtsmann ist ein toller Kerl • [9] Schneeflocken Rock ’n’ Roll (Schneeflocken-Rock-’n’-Roll) • [10] Runtergekommen • [11] Los geht’s, jetzt ist die kalte Zeit • [12] Der weiße Riese • [13] Nächstes Jahr, Hurra! | | 05            | 30            | 2             | | Daniel Kallauch | 2000 2003       | Initial als Lizenzausgabe erschienen unter Musiklabel Kiosk / Kiddinx (LC-04121) unter CD-Nr. 4.25904, 2003 Veröffentlichung unter eigenem Label |
| | | 05            | 30            | 3             | Kraftfutter-Lieder | Daniel Kallauch | 2003            | Musikveröffentlichung zum Andachtsbuch „Kraftfutter: Die neue Family-Losung“, ISBN 978-3-935699-09-9, Anke und Daniel Kallauch; Gemischter Ton- und Datenträger enthält Videoclip „Bei dir kommt keiner zu kurz“, Lesezeichen zum Ausschneiden im Begleitmaterial |
| [1] Runtergekommen • [2] Gott ist stärker • [3] Raus aus der Finsternis • [4] Tischrap • [5] Ich bin so froh • [6] Jedes Kind ist ein Geschenk • [7] Jetzt ist die Zeit • [8] Mein ganzes Herz • [9] Er kommt • [10] Herz mit Ohren • [11] Nummer eins • [12] Ich helfe gern • [13] Gott sprach am Anfang • [14] Hab keine Angst | | 05            | 30            | 3             | | Daniel Kallauch | 2003            | Musikveröffentlichung zum Andachtsbuch „Kraftfutter: Die neue Family-Losung“, ISBN 978-3-935699-09-9, Anke und Daniel Kallauch; Gemischter Ton- und Datenträger enthält Videoclip „Bei dir kommt keiner zu kurz“, Lesezeichen zum Ausschneiden im Begleitmaterial |
| | |               |               |               | | |                 | |
| | | 05            | 30            | 9             | Volltreffer-Liederbox 1 34 Daniel-Kallauch-Ohrwürmer                                                                        | Daniel Kallauch | 2005 (?)        | Doppel-Kompilationsalbum |
| [1] Hurra für Jesus • [2] 4999 • [3] Ein Brief erzählt • [4] Gott sei Dank • [5] Ein guter Vater • [6] Papa, du bist der Allerbeste • [7] Einfach spitze • [8] Gott ist stärker • [9] Ho-, Ho-, Hosianna • [10] Ich bin so froh • [11] Immer und überall (Vom Anfang bis zum Ende) • [12] Jesus, ich danke dir • [13] Nummer 1 • [14] Sing ein neues Lied mit mir • [15] Wir schämen uns nicht • [16] Wir wollen mehr • [17] Willibald, oh Willibald | | 05            | 30            | 9             | | Daniel Kallauch | 2005 (?)        | Doppel-Kompilationsalbum |
| [1] Hast du schon mal Gott gedankt • [2] Beim Vater war es himmlisch • [3] Du bist mein Freund • [4] Feuer und Flamme • [5] Kinder, Kinder • [6] Liebe Gott und deinen Nächsten • [7] Gott ist spitze • [8] Herz mit Ohren • [9] Ich schmeiß die Arme in die Luft • [10] Jesus, ich gehöre dir • [11] Jesus pur • [12] Klatscht mit mir • [13] Rudi (Geschichte) • [14] Vom ersten Moment • [15] Columbus • [16] Überraschung • [17] 1, 2, 3 – hier geht es rund | | 05            | 30            | 9             | | Daniel Kallauch | 2005 (?)        | Doppel-Kompilationsalbum |
| | | 05            | 31            | 0             | Volltreffer-Liederbox 2 34 Daniel-Kallauch-Ohrwürmer                                                                        | Daniel Kallauch | 2005 (?)        | Doppel-Kompilationsalbum |
| [1] Megaspass • [2] Gott ist groß • [3] David und Jonathan • [4] Feuerwerk • [5] Gott mag Kinder • [6] Groß und mächtig • [7] Hey, hey, hey • [8] Ich bin so traurig • [9] Ich will alles für dich sein • [10] Wir glauben, was die Bibel sagt • [11] Jesus, ich brauche Hilfe • [12] Jona • [13] Mein ganzes Herz • [14] Raus aus der Finsternis • [15] Unser Gott ist stark • [16] Wenn Gott mich füllt • [17] Auf Händen getragen | | 05            | 31            | 0             | | Daniel Kallauch | 2005 (?)        | Doppel-Kompilationsalbum |
| [1] Los, komm, steh auf • [2] Felsenfest und stark • [3] Danke, dass du mich so liebst • [4] Geburtstagslied • [5] Gott ist unser Vater • [6] Gott wird Mensch / Jesus ist da • [7] Hallo, guck mal her • [8] Hits für Kids • [9] Ich helfe gern • [10] Jetzt ist die Zeit • [11] Löwenrap • [12] Nicht vergessen • [13] Regen-Segen • [14] Tempel des Geistes • [15] Volltreffer • [16] Wir singen laut • [17] Das kann nur meine Mutter sein | | 05            | 31            | 0             | | Daniel Kallauch | 2005 (?)        | Doppel-Kompilationsalbum |
| | |               |               |               | | |                 | |
| 52 | | 05            | 31            | 2             | Nimm mich mit Lieder für Königskinder                                                                                       | Daniel Kallauch | 2008            | |
| 52 | [1] Wir stehen auf • [2] Freiheit im Hause des Königs • [3] Wir sind alle Papas Lieblingskinder • [4] Ich lehn mich bei dir an (Vater, Immanuel) • [5] Nimm mich mit • [6] So bist du • [7] Ich krieg nie genug • [8] Einfach so • [9] Durch dich • [10] Komm herein • [11] Wenn ich nur dich habe • [12] Unserm Gott ist alles möglich • [13] Du bist so verschwenderisch • [14] Vater, schenk uns deinen Segen | 05            | 31            | 2             | | Daniel Kallauch | 2008            | |
| | |               |               |               | | |                 | |
| 52 | | 05            | 31            | 3             | Superteam Familienbande Miteinander wunderbar                                                                               | Daniel Kallauch | 2008            | |
| 52 | [1] Familie, aber hallo • [2] Superteam Familienbande • [3] Mama ist eine tolle Frau • [4] Du bist in meinem Herzen gelandet • [5] Mit deiner Hilfe • [6] Oma, Opa, ihr seid die Besten • [7] Papas Küsse pieksen • [8] Miteinander wunderbar • [9] Du bist nicht auf dich allein gestellt • [10] Lieben und schenken • [11] Es ist einfach wunderbar • [12] Wir sind eine Familie • [13] Komm und lass uns miteinander reden • [14] Kaugummi | 05            | 31            | 3             | | Daniel Kallauch | 2008            | |
| 52 | | 05            | 31            | 4             | Christmas-Party | Daniel Kallauch | 1996            | Wiederauflage 2008 der CD-Nr. 0336 |
| | |               |               |               | | |                 | |
| 52 | | 05            | 31            | 6             | Immer und überall Volltreffer Meine Lieblingslieder                                                                         | Daniel Kallauch | 2011            | Initialveröffentlichung als Medienkombination mit begleitender DVD mit Konzertmitschnitt „Schon gewonnen“ |
| 52 | [1] Einfach spitze • [2] Bei dir kommt keiner kurz • [3] Immer und überall (Vom Anfang bis zum Ende) • [4] Du meinst es gut mir • [5] Halli, hallo, herzlich willkommen • [6] Es ist einfach nicht wahr • [7] Wir sind alle Papas Lieblingskinder • [8] Hier bist du richtig • [9] Gott vergisst seine Kinder nie • [10] Komm, wir wollen Freunde sein • [11] Schön, dass es dich gibt Du bist und bleibst einmalig • [12] Volltreffer • [13] Da staunst du • [14] Für dich | 05            | 31            | 6             | | Daniel Kallauch | 2011            | Initialveröffentlichung als Medienkombination mit begleitender DVD mit Konzertmitschnitt „Schon gewonnen“ |
| | |               |               |               | | |                 | |
| | | 05            | 33            |               | Gott vergisst seine Kinder nie Lieder für den Religionsunterricht und Kindergarten zum Mitmachen und Mitsingen              | Daniel Kallauch | 2000            | |
| [1] Gott vergisst seine Kinder nie • [2] Volltreffer • [3] Er ist mein Freund • [4] Immer und überall • [5] Medley: Gott wird Mensch / Jesus ist da • [6] Einfach spitze • [7] Gottes große Liebe • [8] Gott ist stark • [9] Komm und feier • [10] Von oben und von unten • [11] 4999 (Viertausendneunhundertneunundneunzig) • [12] Geburtstagslied • [13] Ho-, Ho-, Hosianna | | 05            | 33            |               | | Daniel Kallauch | 2000            | |
| | |               |               |               | | |                 | |
| | | 05            | 60            |               | Hereinspaziert ... Lieder für kleine und große Leute                                                                        | Jonathan Böttcher | 1999            | |
| [1] Hereinspaziert ... • [2] Der Clown Bam Bam Bu • [3] Wir sind die Kinder aus dem Abenteuerland • [4] Mit meinem Gott kann ich über Mauern springen • [5] Ich hab nen kleinen Hund • [6] Dass du einzigartig bist • [7] Max Nerverich • [8] Das Freundschaftsbäumchen • [9] Herr von Ribbeck auf Ribbeck im Havelland • [10] Gott hat die Welt gemacht • [11] Muttertagslied • [12] Sei willkommen hier auf Erden • [13] Abendlied | | 05            | 60            |               | | Jonathan Böttcher | 1999            | |
| | | 05            | 61            |               | Wenn du da bist ... Lieder für kleine und große Leute                                                                       | Jonathan Böttcher | 2001            | |
| [1] Eine Stimme ganz allein • [2] Guten Morgen, liebe Welt • [3] Lieber Gott, wir danken dir • [4] Der Popelmann • [5] Ich tanz im Regen • [6] Wenn du da bist • [7] Ich bin schon groß • [8] Unsre Schule, die ist klasse • [9] Kennst du einen, der noch keinen Freund hat • [10] Kinder stark machen • [11] Mops vom Hugelberg • [12] Denkt euch nur mein Kind war krank • [13] Im Sommer • [14] Sei gewiss | | 05            | 61            |               | | Jonathan Böttcher | 2001            | |
| | |               |               |               | | |                 | |
| | | 05            | 70            |               | Weißt du, wo der Himmel ist?                                                                                                | Jenny Thoms | 1999            | |
| [1] Beten ist so einfach • [2] Tipp topp hopp, ich spring in die Luft • [3] Ein ganz normaler Tag (Mama) • [4] Jona, Jona, lauf doch nicht fort • [5] Gott erschuf die Welt • [6] Alles ist in Bewegung • [7] Wir sind Kinder dieser Erde • [8] Klatsch in die Hand • [9] Noah • [10] Wir sind eine starke Familie • [11] Jesus, du bist da • [12] Genezareth (Mini-Musical) | | 05            | 70            |               | | Jenny Thoms | 1999            | |
| | | 05            | 71            |               | Kinder der Bibel | Jenny Thoms | 2002            | |
| [1] Halleluja – wir sind Kinder dieser Welt • [2] Baby Mose • [3] Lasset die Kinder zu mir kommen • [4] Spiel, David, spiel auf deiner Harfe • [5] Lass uns miteinander gehen • [6] Talida kum • [7] Ein großes Schiff, das sich Arche nennt • [8] Warum funkeln Sterne • [9] Einen Regenbogen • [10] Samuel • [11] Stopp, so geht’s nicht weiter • [12] In meines Vaters Haus • [13] Bring sie her • [14] Zuerst ganz klein, dann riesengroß | | 05            | 71            |               | | Jenny Thoms | 2002            | |
| | | 05            | 71            | 1             | Kinderpartyfieber Tolle Partylieder zum Tanzen und Mitsingen Für Kindergarten- und Vorschulkinder                           | Jenny Thoms | 2002            | Erschienen in Form einer Lizenzausgabe für Kiosk / Kiddinx (LC-04121) unter CD-Nr. 4.25805 |
| [1] Toll, dass du heut da bist • [2] Hipp, hopp – 1, 2, 3 • [3] Und wie heißt du • [4] Fit bleiben • [5] Hula, hula, hulala • [6] Indianer haben ganz viel Mut • [7] Das ist das Partyfieber • [8] Alles in Bewegung • [9] Mini-Mini-Mini-Max • [10] Tipp-topp-hopp • [11] Meine roten Schuhe • [12] Geh im Kreis herum • [13] Geburtstag ist dein schönster Tag • [14] Kinderdisco | | 05            | 71            | 1             | | Jenny Thoms | 2002            | Erschienen in Form einer Lizenzausgabe für Kiosk / Kiddinx (LC-04121) unter CD-Nr. 4.25805 |
| | | 05            | 71            | 2             | Der Zirkus kommt 14 bunte Zirkuslieder für Kinder                                                                           | Jenny Thoms | 2004            | |
| [1] Seht ihr die Plakate, der Zirkus kommt • [2] Viel Applaus, viel Applaus • [3] Die Akrobaten • [4] Ich bin ein kleiner Tanzbär • [5] Der Königstiger Kasimir • [6] Der Affe Charly • [7] Charles, der Clown • [8] Ein Zauberhut • [9] Wenn ich groß bin • [10] Ja, die kleinen Ponys • [11] Schlangentanz • [12] Der Clown Bam-Bam-Bu • [13] Elefantenmama und Elefantenkind • [14] Zuckerwatte | | 05            | 71            | 2             | | Jenny Thoms | 2004            | |
| | | 05            | 71            | 3             | So schön ist’s im Kindergarten Die besten Lieder von Jenny Thoms                                                            | Jenny Thoms | 2005            | |
| [1] Hula, hula, hulalala • [2] Indianer haben ganz viel Mut • [3] Wir sind alle miteinander Freunde • [4] Hipp, hopp – 1, 2, 3 • [5] Papa, bitte bleib doch hier • [6] Barfuß im Gras • [7] Kletter-Max und Spring-Maus • [8] Es gibt so viele Fragen • [9] Einen Regenbogen • [10] Fit bleiben • [11] Kleiner Zirkusclown • [12] Ich sehe was, was du nicht siehst • [13] Mein kleiner Teddybär • [14] Wir sind Kinder dieser Erde • [15] Willy Schneemann • [16] Warum funkeln Sterne | | 05            | 71            | 3             | | Jenny Thoms | 2005            | |
| 52 | | 05            | 71            | 4             | Knips den Si-Sa-Sommer an! Super-Sommer-Lieder zum Mitmachen und Mitsingen Für Kindergarten- und Vorschulkinder             | Jenny Thoms | 2000 2010       | Initial als Lizenzausgabe erschienen unter Musiklabel Kiosk / Kiddinx (LC-04121) unter CD-Nr. 4.25803, 2010 Veröffentlichung unter eigenem Label |
| 52 | [1] Meine bunte Welt • [2] Seeräuber leben gefährlich • [3] Knips den Si-Sa-Sommer an • [4] Uh, ah, ih, Moskitos stechen wie noch nie (Moskito-Song) • [5] Barfuss im Gras • [6] Wir wollen in den Urlaub fahr’n (Tschu, tschu, tschu, die Eisenbahn) • [7] Wir gehen auf die Reise • [8] Und was machst du? (Wasserklatschen) • [9] Ich freu mich • [10] Auf und ab und rechts und links • [11] Komm zur Kinderdisco • [12] Sonne, liebe Sonne • [13] Huckepack, wir Kinder sind auf Zack • [14] Finger auf die Nase • [15] Hampelmann, kleiner Hampelmann                           | 05            | 71            | 4             | | Jenny Thoms | 2000 2010       | Initial als Lizenzausgabe erschienen unter Musiklabel Kiosk / Kiddinx (LC-04121) unter CD-Nr. 4.25803, 2010 Veröffentlichung unter eigenem Label |
| 52 | | 05            | 71            | 5             | Schneeballschlacht und Lichterglanz                                                                                         | Jenny Thoms | 2000 2011       | Initial als Lizenzausgabe erschienen unter Musiklabel Kiosk / Kiddinx (LC-04121) unter CD-Nr. 4.25804, 2011 Veröffentlichung unter eigenem Label |
| 52 | [1] Hab ich wirklich nichts vergessen • [2] Willy, Willy Schneemann • [3] Schneeballschlacht • [4] Es schneit, es schneit • [5] Ja, das wünsch ich mir • [6] Nikolaus • [7] Ich mag Schlittenfahren (Ich sause los) • [8] Ihr Kinderlein, kommet • [9] Ich bin ein kleiner Eisbär • [10] Schmuddelwetter-Knuddelwetter • [11] Patsch, da klatscht ein Pinguin • [12] Mama und Papa • [13] Kleiner Igel • [14] Heilge Nacht • [15] Jesus ist geboren | 05            | 71            | 5             | | Jenny Thoms | 2000 2011       | Initial als Lizenzausgabe erschienen unter Musiklabel Kiosk / Kiddinx (LC-04121) unter CD-Nr. 4.25804, 2011 Veröffentlichung unter eigenem Label |
| | |               |               |               | | |                 | |
| | 65 (?) | 05            | 80            |               | Aktion Arche Kindermusical Text: Myriam Scharrer • Musik: Christel Schröder                                                 | Kinderchor Aidlingen unter der Leitung von Christel Schröder Christoph Zehendner (Sprecher) Michael Fajgel (Sprecher) | 2000            | CD in Medienkombination mit Würfelspiel zum Musical |
| [1] Woher kommt der Regenbogen (Szene) • [2] Alle Farben leuchten • [3] Familie Noah (Szene) • [4] Noah! • [5] Bauplanbesprechung (Szene) • [6] Wir bauen alle Tag für Tag • [7] Baustelle Arche (Szene) • [8] Gott hat euch herzlich eingeladen • [9] Die Spannung steigt (Szene) • [10] Noah! • [11] Aufregung vor der Arche (Szene) • [12] Zwei und zwei • [13] Die große Flut (Szene) • [14] Regenlied • [15] Herrlicher Tag • [16] Lasst uns von Gottes Gnade singen | 65 (?) | 05            | 80            |               | | Kinderchor Aidlingen unter der Leitung von Christel Schröder Christoph Zehendner (Sprecher) Michael Fajgel (Sprecher) | 2000            | CD in Medienkombination mit Würfelspiel zum Musical |
| | | 05            | 80            | 1             | Himmel an Erde Weihnachtsmusical Text: Myriam Scharrer • Musik: Christel Schröder                                           | Kinder- und Teeniechor Aidlingen unter der Leitung von Christel Schröder                                              | 2004            | |
| [1] Willkommen am Himmelstor • [2] Gott wird Mensch • [4] Maria in Nazareth (Szene) • [4] Fürchte dich nicht • [5] Fürchte dich nicht (Refrain) • [6] Was ist nur los (Szene) • [7] Luka wird rausgeworfen (Szene) • [8] Dabei wünsch ich mir doch nur • [9] Engeltratsch (Szene) • [10] Willkommen in Bethlehem • [11] In Bethlehem ist was los (Szene) • [12] Engelgeneralproben (Szene) • [13] Hirten vor Bethlehem (Szene) • [14] Ehre sei Gott, unserem mächtigen • [15] Es kann Frieden werden • [4] Freude bei den Engeln (Szene) • [17] Gott wird Mensch / Jesus ist da                                  | | 05            | 80            | 1             | | Kinder- und Teeniechor Aidlingen unter der Leitung von Christel Schröder                                              | 2004            | |
| 52 | | 05            | 80            | 2             | Spuren der Hoffnung – Philippus & Co. Ein Kindermusical* Text: Elke Maar Arts • Musik: Christel Schröder                    | Kinder- und Teeniechor Aidlingen** unter der Leitung von Christel Schröder                                            | 2006 (?)        | * Originaluntertitel: Ein Musical; ** Bezeichnung bei Initialveröffentlichung: „Teenie- und Kinderchor Aidlingen“ |
| 52 | [1] Willkommen am Himmelstor • [2] Gott wird Mensch • [4] Maria in Nazareth (Szene) • [4] Fürchte dich nicht • [5] Fürchte dich nicht (Refrain) • [6] Was ist nur los (Szene) • [7] Luka wird rausgeworfen (Szene) • [8] Dabei wünsch ich mir doch nur • [9] Engeltratsch (Szene) • [10] | 05            | 80            | 2             | | Kinder- und Teeniechor Aidlingen** unter der Leitung von Christel Schröder                                            | 2006 (?)        | * Originaluntertitel: Ein Musical; ** Bezeichnung bei Initialveröffentlichung: „Teenie- und Kinderchor Aidlingen“ |
| | |               |               |               | | |                 | |
| | | 05            | 82            |               | Lieder aus der Regenbogengasse Nr. 3                                                                                        | Bernd Knobloch Kinderchorprojekt Wietzendorf                                                                          | 2001            | |
| [1] Echt elefantastisch • [2] Jule wäscht sich nie • [3] Wir sind Wunderkinder • [4] Prinzessin Stupsnaseweis • [5] Pudl-di-wudl • [6] Zachäus • [7] Bartimäus • [8] Jona • [9] Zwei Wölfe • [10] Wer bittet, der wird beschenkt • [11] Von oben und von unten • [12] Mein Dackel Waldemar • [13] Der Sternanzünder • [14] Mit den Augen der Liebe | | 05            | 82            |               | | Bernd Knobloch Kinderchorprojekt Wietzendorf                                                                          | 2001            | |
| | | 05            | 82            | 1             | Lieder aus der Regenbogengasse Nr. 3, Volume 2: Obstsalat und Goldrausch                                                    | Bernd Knobloch mit Inga & Anke* Kinderchorprojekt Wietzendorf                                                         | 2003            | * Bernd Knobloch und Töchter |
| [1] Obstsalat • [2] Zoochor • [3] Als Gott die Erde machte • [4] Ein halbes Jahr Freundschaft • [5] Plitsch-platsch • [6] Hebe deine Augen auf • [7] Geht der gute Mond auf seine Reise • [8] Das Staulied (Stau kann mich nicht ärgern) • [9] Das Lied über mich • [10] Mein lieber Sohn • [11] Goldrausch • [12] Wer hilft den Kindern • [13] Wenn du glücklich bist, dann klatsche in die Hand • [14] Guter Mond, du gehst so stille | | 05            | 82            | 1             | | Bernd Knobloch mit Inga & Anke* Kinderchorprojekt Wietzendorf                                                         | 2003            | * Bernd Knobloch und Töchter |
| | | 05            | 82            | 2             | Neue Lieder aus der Regenbogengasse Nr. 3, Volume 3: Indianer, Clowns und kleine Mäuse                                      | Bernd Knobloch mit Inga & Anke* Church Angels                                                                         | 2005            | * Bernd Knobloch und Töchter |
| [1] Indianer haben ganz viel Mut • [2] Der Clown Bam Bam Bu • [3] Kaugummilied • [4] Das singende Känguru • [5] SMS – Super-Mitmach-Songs • [6] Der Popel • [7] Gott mag die Großen • [8] Frederik • [9] Einen Regenbogen (Gott hat alle Kinder lieb) • [10] Das Stachelschwein • [11] Moskitosong (Uh-ah-ih, Moskitos stechen wie noch nie) • [12] Nur im Traum • [13] Geborgen • [14] Lieber Gott, ich danke dir | | 05            | 82            | 2             | | Bernd Knobloch mit Inga & Anke* Church Angels                                                                         | 2005            | * Bernd Knobloch und Töchter |
| 52 | | 05            | 82            | 3             | Lieder aus der Regenbogengasse Nr. 3, Volume 4: Schön, dass es dich gibt                                                    | Bernd Knobloch mit Inga & Anke*                                                                                       | 2008 (?)        | * Bernd Knobloch und Töchter |
| 52 | [1] Schön, dass es dich gibt • [2] Er lässt mich nicht los • [3] Wir sind Kinder dieser Erde • [4] Wir glauben an Gott • [5] Immer und überall (Vom Anfang bis zum Ende) • [6] Keiner kann alles • [7] Zum Glück • [8] Hab keine Angst • [9] Gottes große Liebe • [10] Voll cool • [11] König Kurt • [12] Geburtstagslied (Herzlichen Glückwunsch) • [13] Wer auf Gott vertraut (Denn er hat seinen Engeln) • [14] Wenn der Tag zu Ende geht • [15] Halli, hallo, herzlich willkommen [Unplugged] • [16] Drei Schweine [Unplugged]                                                    | 05            | 82            | 3             | | Bernd Knobloch mit Inga & Anke*                                                                                       | 2008 (?)        | * Bernd Knobloch und Töchter |
| | |               |               |               | | |                 | |
| | | 05            | 83            |               | Hallo, Himmel Ein Jesus-Musical Text: Elke Maar Arts • Musik: Christel Schröder                                             | Kinderchor Aidlingen unter der Leitung von Christel Schröder                                                          | 2002            | |
| [1] Hallo, Himmel (Szene) • [2] Hallo, Himmel • [3] Es ist schon ganz schön lange her • [4] Wir sind die Gemüsehändler • [5] Er sprach von Gottes großer Herrlichkeit • [6] Schaut mal, da ist Gottes Sohn • [7] Jesus ist Gottes Sohn • [8] Jesus trägt die Schuld der Welt (Szene) • [9] Mit dir sind wir die Stärksten, Herr • [10] Siehe, das ist Gottes Lamm • [11] Haben wir ihm nicht alles anvertraut • [12] Traurige Emmausjünger (Szene) • [13] Halleluja, kommt und feiert • [14] Ich will immer bei euch sein • [15] Der Himmel ist offen (Szene) • [16] Hallo, Jesus • [17] Hallo, Jesus, Halleluja | | 05            | 83            |               | | Kinderchor Aidlingen unter der Leitung von Christel Schröder                                                          | 2002            | |
| | |               |               |               | | |                 | |
| 52 | | 05            | 86            | 2             | Himmel auf Erden Weihnachtsmusical von Matthias Fruth                                                                       | Matthias Fruth (Text und Musik)                                                                                       | 2015            | |
| 52 | [1] Volkszählung-Flashmob (Szene 1) • [2] Das ist eine Volkszählung • [3] Szene 2 • [4] Ich wollte heimlich weg • [5] Szene 2 / Szene 3 (Teil 1) • [6] Herr, begleite unsere Reise • [7] Szene 3 (Teil 2) • [8] Szene 4 (Teil 1) • [9] Halte durch, gib nicht auf • [10] Szene 4 (Teil 2) • [11] Wir sind die Wachen • [12] Szene 5 • [13] Szene 6 (Teil 1) • [14] Abgeschoben, ausgegrenzt • [15] Öffne deine Herzenstür • [16] Szene 6 (Teil 2) • [17] Szene 7 (Teil 1) • [18] Gloria, Ehre sei Gott • [19] Szene 7 (Teil 2) • [20] Szene 8 • [21] Immanuel • [22] Himmel auf Erden | 05            | 86            | 2             | | Matthias Fruth (Text und Musik)                                                                                       | 2015            | |
| | |               |               |               | | |                 | |
| 52 | | 05            | 86            | 4             | Er lebt! Oster-Kindermusical von Matthias Fruth                                                                             | Matthias Fruth (Text und Musik)                                                                                       | 2020            | |
| 52 | [1] Unser Herr ist tot • [2] Szene 1a • [3] Jesus starb für mich • [4] Szene 1b • [5] Szene 2a • [6] Fürchtet euch nicht! • [7] Szene 2b • [8] Freude, Freude, Jesus lebt! • [9] Szene 2c • [10] Freude, Freude, Jesus lebt! • [11] Szene 2d • [12] Szene 3a • [13] Wir brauchen eine Lösung • [14] Szene 3b • [15] Szene 4a • [16] Er lebt! • [17] Szene 4b • [18] Friede sei mit euch (Refrain) • [19] Szene 4c • [20] Friede sei mit euch • [21] Szene 4d • [22] Er lebt! | 05            | 86            | 4             | | Matthias Fruth (Text und Musik)                                                                                       | 2020            | |

### CD-Nr. (52.)02XX(X)
| Katalognummer | Katalognummer | Katalognummer | Katalognummer | Katalognummer | Titel                                     | Interpreten | Jahr | Anmerkungen                                                   |
| Präfix | Präfix        | Präfix        | Nr.           | Erw. Nr.      | Titel                                     | Interpreten | Jahr | Anmerkungen                                                   |
| Erw. | MC            | CD            | Nr.           | Erw. Nr.      | Titel                                     | Interpreten | Jahr | Anmerkungen                                                   |
| --- | ------------- | ------------- | ------------- | ------------- | ----------------------------------------- | ----------- | ---- | ------------------------------------------------------------- |
| |               |               |               |               |                                           |             |      |                                                               |
| |               | 02            | 08            | 1             | Sehnsucht nach Zion Klezmer Meets Psalter | Chalil      | 2004 |                                                               |
| [1] Bulgar From Odessa • [2] Bitchu ba adonaj • [3] Eine Nacht im Garten Eden • [4] K’tapuach • [5] Yerushalayim shel sahav • [6] Yedid nefesh • [7] S’hma Israel • [8] Adonai ro’i • [9] L’cha dodi • [10] Shalom alechem • [11] Momele • [12] Thema aus Concerto de Aranjuez • [13] Danza espagnola no. 5 „Andaluza“ • [14] Freilach Dance • [15] Oifn pripitchik • [16] 7:40 AM (Seven Forty AM)• [17] Mi’ha’ish • [18] Mal’ach Adonai • [19] Ballade für einen Klezmer |               | 02            | 08            | 1             |                                           | Chalil      | 2004 |                                                               |
| |               | 02            | 09            | 0             | Melodien der Seele Klezmer Meets Klassik  | Chalil      | 2002 | Chalil: Ralf Winkelmann (Konzertgitarre); Peter Müntel (Oboe) |
| [1] Doina • [2] Chassidic Dance • [3] Zemer atik • [4] Freylekh tants • [5] Rozinkes mit Mandlen • [6] Tumbalalaika • [7]–[10] Petite suite médiévale • [11] Ghetto • [12] Unzer Shtetl brennt • [13] Sarabande von Johann Sebastian Bach • [14] Osseh Shalom • [15] Osseh shalom • [16] En ke elohenu • [17] Yodukha rayonai • [18] A la una yo nací • [19]–[21] Les folies d’Espagne • [22] Freylekh zain • [11] Itamar freilach                                         |               | 02            | 09            | 0             |                                           | Chalil      | 2002 | Chalil: Ralf Winkelmann (Konzertgitarre); Peter Müntel (Oboe) |

### CD-Nr. (52.)06XX(X)
| Katalognummer | Katalognummer | Katalognummer | Katalognummer | Katalognummer | Titel         | Interpreten             | Jahr | Anmerkungen |
| Präfix        | Präfix | Präfix        | Nr.           | Erw. Nr.      | Titel         | Interpreten             | Jahr | Anmerkungen |
| Erw.          | MC | CD            | Nr.           | Erw. Nr.      | Titel         | Interpreten             | Jahr | Anmerkungen |
| ------------- | --- | ------------- | ------------- | ------------- | ------------- | ----------------------- | ---- | --- |
|               | |               |               |               |               |                         |      | |
| 52            | | 06            | 00            | 2             | Zurück zu dir | Marion Warrington Layna | 2010 | Neuauflage als Special Edition des initial 1999 erschienenen Albums beinhaltet 4 Bonustracks sowie eine Klavierimprovisation |
| 52            | [1] Zurück zu dir • [2] Sei still, vertrau • [3] Medley: Mein Gebet / Meine Hände heb ich auf • [4] Jesus Christus, unser Herr • [5] Vater, El Elion • [6] Komm, sei der Fokus • [7] What Does The Lord Require • [8] Ich kenne deine Güte • [9] Ich singe dir mit Herz und Mund • [10] Vater, Vater, ich komm zu dir • [11] Wo ist ein Gott wie du • [12] Gott, der war, Gott der ist • [13] Medley: Sei stille dem Herrn / Meine Seele ist still • [14] Nachklänge [Instrumental] • [15] Ruhelos ist unser Herz • [16] Deine Nähe • [17] Aber sei nur stille • [18] Komm zu Jesus • [19] Siehe, ich stehe vor der Tür | 06            | 00            | 2             |               | Marion Warrington Layna | 2010 | Neuauflage als Special Edition des initial 1999 erschienenen Albums beinhaltet 4 Bonustracks sowie eine Klavierimprovisation |